# TSV Völpke
TSV Völpke is een Duitse sportvereniging uit Völpke, Saksen-Anhalt. De club is actief in voetbal, tafeltennis en motorsport.

## Geschiedenis
Eind jaren veertig werd de club opgericht als BSG Chemie Völpke. De club speelde in de lagere reeksen. In 1954 promoveerde de club naar de Bezirksklasse, toen de vierde klasse. De club ging op en neer tussen de Bezirksklasse en Kreisklasse. In 1972 fuseerde de club met BSG Stahl Badeleden tot ZSG Völpke.
Na de Duitse hereniging werd de naam gewijzigd in TSV Völpke. De club maakte langzaam een opmars en promoveerde in 1999 naar de Verbandsliga, toen nog de vijfde klasse en sinds 2008 de zesde klasse. In 2015 degradeerde de club uit de Verbandsliga. 